# Marina Squerciati
Marina Teresa Squerciati (New York, 30 aprile 1984) è un'attrice statunitense.

## Biografia
Nata e cresciuta a New York, è figlia dell'accademica e scrittrice italoamericana Marie Squerciati. Esordisce nel cinema nel film George Balanchine lo schiaccianoci del 1993. Dopo una lunga pausa, nel 2006 recita in Hold di Aloura Melissa Charles. 
Dopo un'apparizione nel 2009 in Law & Order: Criminal Intent e due in Law & Order: Special Victims Unit, recita in numerose serie TV. Tra il 2011 e il 2012 prende parte a Gossip Girl, in cui interpreta il ruolo di Alessandra Steele. Sempre nell'ambito delle serie TV ideate da Dick Wolf, prende parte prima a Chicago Fire, poi allo spin-off Chicago P.D. nel ruolo dell'agente Kim Burgess, uno dei personaggi principali della serie.
È sposata con l'avvocato Eli Kay-Olyphant da cui nel 2017 ha avuto una figlia. Durante la gravidanza si è presa una pausa da Chicago PD. Nel 2024 ha avuto il suo secondo figlio, per questo motivo non ha partecipato alle prime due puntate di Chicago PD 12.

## Filmografia

### Cinema
- George Balanchine lo schiaccianoci - regia di Emile Ardolino (1993)
- Hold - regia di Aloura Melissa Charles (2006)
- È complicato - regia di Nancy Meyers (2009)
- Alter Egos - regia di Jordan Galland (2012)
- Frances Ha - regia di Noah Baumbach (2012)
- Sparks - regia di Todd Burrows e Christopher Folino (2013)
- Piovono polpette 2 - La rivincita degli avanzi - regia di Cody Cameron e Kris Pearn voce (2014)
- La preda perfetta - A Walk Among the Tombstones - regia di Scott Frank (2014)
- Night Moves - regia di Kelly Reichardt (2013)
- Central Park - regia di Justin Reinsilber (2016)
- Marcia per la libertà (Marshall) - regia di Reginald Hudlin (2017)

### Televisione
- Law & Order: Criminal Intent - serie TV, 1 episodio (2009)
- The Good Wife - serie TV, 1 episodio (2010)
- Damages - serie TV, 1 episodio (2010)
- Blue Bloods - serie TV, 1 episodio (2011)
- Gossip Girl - serie TV, 7 episodi - ruolo: Alessandra Steele (2011-2012)
- The Americans - serie TV, 1 episodi (2013)
- Law & Order - Unità vittime speciali - serie TV, 2 episodi (2011-2015)
- Chicago P.D. – serie TV, 207 episodi (2014-in corso)   Kimberly Burgess
- Chicago Fire – serie TV (2014-in corso)   Kimberly Burgess
- Chicago Med – serie TV (2015-in corso)   Kimberly Burgess
- Chicago Justice – serie TV, 1 episodio (2017)  Kimberly Burgess

## Doppiatrici italiane
Nelle versioni in italiano delle opere in cui ha recitato, Marina Squerciati è stata doppiata da:
- Maria Letizia Scifoni in Chicago P.D., Chicago Fire, Chicago Med, Chicago Justice